# Jakub Brabec
Jakub Brabec (Praga, 6 agosto 1992) è un calciatore ceco, difensore dell'Arīs Salonicco e della nazionale ceca.

## Carriera

### Club
Prodotto del settore giovanile dello Sparta Praga, nel 2008, all'età di 16 anni, si unisce al Viktoria Žižkov, altro club praghese. Integrato in prima squadra già nel 2008-2009, quando ancora frequenta la scuola, esordisce nella Gambrinus Liga già in quella stagione contro il Viktoria Plzeň, nella partita persa per 2-0. Sarà l'unica presenza stagionale. L'anno dopo colleziona 14 presenze nella 2. Liga e 6 nel 2010-2011, annata conclisa dal Viktoria Zizkov con il secondo posto e il ritorno in massima serie.
Nel giugno 2011 torna allo Sparta Praga, che lo aggrega alla squadra riserve, militante in seconda serie. Nel 2012 è in prima squadra, con cui colleziona 24 presenze e 3 gol in campionato. Per la stagione 2012-2013 è girato in prestito al Zbrojovka Brno, mentre nei tre anni seguenti milita nuovamente nello Sparta Praga.
Dall'agosto 2016 al 2018 milita nel Genk, squadra belga. Nel 2018-2019 gioca in prestito nel Çaykur Rizespor, squadra turca.
Nell'estate del 2019 è prelevato dagli slovacchi del Viktoria Plzeň in prestito.

### Nazionale
Dopo la trafila nelle nazionali giovanili, ha esordito nella nazionale maggiore il 29 marzo 2016, alla Friends Arena contro la Svezia (1-1). Ha segnato il primo gol in nazionale l'11 ottobre 2019 nella sfida di Praga contro l'Inghilterra.

## Statistiche

### Cronologia presenze e reti in nazionale
| Cronologia completa delle presenze e delle reti in nazionale ― Rep. Ceca | Cronologia completa delle presenze e delle reti in nazionale ― Rep. Ceca | Cronologia completa delle presenze e delle reti in nazionale ― Rep. Ceca | Cronologia completa delle presenze e delle reti in nazionale ― Rep. Ceca | Cronologia completa delle presenze e delle reti in nazionale ― Rep. Ceca | Cronologia completa delle presenze e delle reti in nazionale ― Rep. Ceca | Cronologia completa delle presenze e delle reti in nazionale ― Rep. Ceca | Cronologia completa delle presenze e delle reti in nazionale ― Rep. Ceca |
| Data                                                                     | Città                                                                    | In casa                                                                  | Risultato                                                                | Ospiti                                                                   | Competizione                                                             | Reti                                                                     | Note                                                                     |
| ------------------------------------------------------------------------ | ------------------------------------------------------------------------ | ------------------------------------------------------------------------ | ------------------------------------------------------------------------ | ------------------------------------------------------------------------ | ------------------------------------------------------------------------ | ------------------------------------------------------------------------ | ------------------------------------------------------------------------ |
| 29-3-2016                                                                | Stoccolma                                                                | Svezia                                                                   | 1 – 1                                                                    | Rep. Ceca                                                                | Amichevole                                                               | -                                                                        | 60’                                                                      |
| 11-10-2016                                                               | Ostrava                                                                  | Rep. Ceca                                                                | 0 – 0                                                                    | Azerbaigian                                                              | Qual. Mondiali 2018                                                      | -                                                                        |                                                                          |
| 11-11-2016                                                               | Praga                                                                    | Rep. Ceca                                                                | 2 – 1                                                                    | Norvegia                                                                 | Qual. Mondiali 2018                                                      | -                                                                        |                                                                          |
| 22-3-2017                                                                | Ústí nad Labem                                                           | Rep. Ceca                                                                | 3 – 0                                                                    | Lituania                                                                 | Amichevole                                                               | -                                                                        | 45’                                                                      |
| 26-3-2017                                                                | Serravalle                                                               | San Marino                                                               | 0 – 6                                                                    | Rep. Ceca                                                                | Qual. Mondiali 2018                                                      | -                                                                        |                                                                          |
| 5-6-2017                                                                 | Bruxelles                                                                | Belgio                                                                   | 2 – 1                                                                    | Rep. Ceca                                                                | Amichevole                                                               | -                                                                        |                                                                          |
| 10-6-2017                                                                | Oslo                                                                     | Norvegia                                                                 | 1 – 1                                                                    | Rep. Ceca                                                                | Qual. Mondiali 2018                                                      | -                                                                        |                                                                          |
| 5-10-2017                                                                | Baku                                                                     | Azerbaigian                                                              | 1 – 2                                                                    | Rep. Ceca                                                                | Qual. Mondiali 2018                                                      | -                                                                        |                                                                          |
| 8-11-2017                                                                | Doha                                                                     | Islanda                                                                  | 1 – 2                                                                    | Rep. Ceca                                                                | Amichevole                                                               | -                                                                        |                                                                          |
| 6-9-2018                                                                 | Uherské Hradiště                                                         | Rep. Ceca                                                                | 1 – 2                                                                    | Ucraina                                                                  | UEFA Nations League 2018-2019 - 1º Turno                                 | -                                                                        |                                                                          |
| 10-9-2018                                                                | Rostov                                                                   | Russia                                                                   | 5 – 1                                                                    | Rep. Ceca                                                                | Amichevole                                                               | -                                                                        | 45’                                                                      |
| 13-10-2018                                                               | Trnava                                                                   | Slovacchia                                                               | 1 – 2                                                                    | Rep. Ceca                                                                | UEFA Nations League 2018-2019 - 1º Turno                                 | -                                                                        |                                                                          |
| 16-10-2018                                                               | Kiev                                                                     | Ucraina                                                                  | 1 – 0                                                                    | Rep. Ceca                                                                | UEFA Nations League 2018-2019 - 1º Turno                                 | -                                                                        |                                                                          |
| 15-11-2018                                                               | Danzica                                                                  | Polonia                                                                  | 0 – 1                                                                    | Rep. Ceca                                                                | Amichevole                                                               | -                                                                        | 45’                                                                      |
| 10-9-2019                                                                | Podgorica                                                                | Montenegro                                                               | 0 – 3                                                                    | Rep. Ceca                                                                | Qual. Euro 2020                                                          | -                                                                        | 45’                                                                      |
| 11-10-2019                                                               | Praga                                                                    | Rep. Ceca                                                                | 2 – 1                                                                    | Inghilterra                                                              | Qual. Euro 2020                                                          | 1                                                                        |                                                                          |
| 14-11-2019                                                               | Plzeň                                                                    | Rep. Ceca                                                                | 2 – 1                                                                    | Kosovo                                                                   | Qual. Euro 2020                                                          | -                                                                        |                                                                          |
| 11-11-2020                                                               | Lipsia                                                                   | Germania                                                                 | 1 – 0                                                                    | Rep. Ceca                                                                | Amichevole                                                               | -                                                                        |                                                                          |
| 15-11-2020                                                               | Plzeň                                                                    | Rep. Ceca                                                                | 1 – 0                                                                    | Israele                                                                  | UEFA Nations League 2020-2021 - 1º Turno                                 | -                                                                        |                                                                          |
| 18-11-2020                                                               | Plzeň                                                                    | Rep. Ceca                                                                | 2 – 0                                                                    | Slovacchia                                                               | UEFA Nations League 2020-2021 - 1º Turno                                 | -                                                                        |                                                                          |
| 4-6-2021                                                                 | Bologna                                                                  | Italia                                                                   | 4 – 0                                                                    | Rep. Ceca                                                                | Amichevole                                                               | -                                                                        |                                                                          |
| 3-7-2021                                                                 | Baku                                                                     | Rep. Ceca                                                                | 1 – 2                                                                    | Danimarca                                                                | Euro 2020 - 1º Turno                                                     | -                                                                        | 65’                                                                      |
| 11-11-2021                                                               | Olomouc                                                                  | Rep. Ceca                                                                | 7 – 0                                                                    | Kuwait                                                                   | Amichevole                                                               | -                                                                        |                                                                          |
| 16-11-2021                                                               | Praga                                                                    | Rep. Ceca                                                                | 2 – 0                                                                    | Estonia                                                                  | Qual. Mondiali 2022                                                      | 1                                                                        |                                                                          |
| 24-3-2022                                                                | Stoccolma                                                                | Svezia                                                                   | 1 – 0                                                                    | Rep. Ceca                                                                | Qual. Mondiali 2022                                                      | -                                                                        |                                                                          |
| 29-3-2022                                                                | Cardiff                                                                  | Galles                                                                   | 1 – 1                                                                    | Rep. Ceca                                                                | Amichevole                                                               | -                                                                        |                                                                          |
| 2-6-2022                                                                 | Praga                                                                    | Rep. Ceca                                                                | 2 – 1                                                                    | Svizzera                                                                 | UEFA Nations League 2022-2023 - 1º Turno                                 | -                                                                        | 20’                                                                      |
| 5-6-2022                                                                 | Praga                                                                    | Rep. Ceca                                                                | 2 – 2                                                                    | Spagna                                                                   | UEFA Nations League 2022-2023 - 1º Turno                                 | -                                                                        |                                                                          |
| 9-6-2022                                                                 | Lisbona                                                                  | Portogallo                                                               | 2 – 0                                                                    | Rep. Ceca                                                                | UEFA Nations League 2022-2023 - 1º Turno                                 | -                                                                        |                                                                          |
| 12-6-2022                                                                | Malaga                                                                   | Spagna                                                                   | 2 – 0                                                                    | Rep. Ceca                                                                | UEFA Nations League 2022-2023 - 1º Turno                                 | -                                                                        |                                                                          |
| 24-9-2022                                                                | Praga                                                                    | Rep. Ceca                                                                | 0 – 4                                                                    | Portogallo                                                               | UEFA Nations League 2022-2023 - 1º Turno                                 | -                                                                        | 22’                                                                      |
| 16-11-2022                                                               | Olomouc                                                                  | Rep. Ceca                                                                | 5 – 0                                                                    | Fær Øer                                                                  | Amichevole                                                               | -                                                                        | 64’                                                                      |
| 19-11-2022                                                               | Gaziantep                                                                | Turchia                                                                  | 2 – 1                                                                    | Rep. Ceca                                                                | Amichevole                                                               | -                                                                        |                                                                          |
| 24-3-2023                                                                | Praga                                                                    | Rep. Ceca                                                                | 3 – 1                                                                    | Polonia                                                                  | Qual. Euro 2024                                                          | -                                                                        | 37’                                                                      |
| 27-3-2023                                                                | Chișinău                                                                 | Moldavia                                                                 | 0 – 0                                                                    | Rep. Ceca                                                                | Qual. Euro 2024                                                          | -                                                                        |                                                                          |
| 20-6-2023                                                                | Podgorica                                                                | Montenegro                                                               | 1 – 4                                                                    | Rep. Ceca                                                                | Amichevole                                                               | -                                                                        |                                                                          |
| 7-9-2023                                                                 | Praga                                                                    | Rep. Ceca                                                                | 1 – 1                                                                    | Albania                                                                  | Qual. Euro 2024                                                          | -                                                                        |                                                                          |
| 10-9-2023                                                                | Budapest                                                                 | Ungheria                                                                 | 1 – 1                                                                    | Rep. Ceca                                                                | Amichevole                                                               | -                                                                        | 58’                                                                      |
| 12-10-2023                                                               | Tirana                                                                   | Albania                                                                  | 3 – 0                                                                    | Rep. Ceca                                                                | Qual. Euro 2024                                                          | -                                                                        |                                                                          |
| 15-10-2023                                                               | Plzeň                                                                    | Rep. Ceca                                                                | 1 – 0                                                                    | Fær Øer                                                                  | Qual. Euro 2024                                                          | -                                                                        | 90+1’                                                                    |
| 17-11-2023                                                               | Varsavia                                                                 | Polonia                                                                  | 1 – 1                                                                    | Rep. Ceca                                                                | Qual. Euro 2024                                                          | -                                                                        | 63’                                                                      |
| Totale                                                                   |                                                                          | Presenze                                                                 | 41                                                                       |                                                                          | Reti                                                                     | 2                                                                        |                                                                          |